# Lijst van personages uit Indiana Jones
Dit is een lijst van de voornaamste personages uit de Indiana Jonesfilmserie, en The Young Indiana Jones Chronicles. De personages zijn ingedeeld per verhaal waarin ze worden geïntroduceerd.

## Geïntroduceerd inRaiders of the Lost Ark

### Indiana Jones
Dr. Henry Walton Jones, Jr., alias Indiana Jones, is de hoofdpersoon uit de franchise. Hij is een Professor in archeologie, die een soort dubbelleven leidt als avonturier, schattenjager en huurling, waarbij hij voortdurend op zoek gaat naar waardevolle artefacten, en zich geconfronteerd ziet met gevaarlijke tegenstanders en bovennatuurlijke krachten. In de vier speelfilms wordt hij gespeeld door Harrison Ford, en in een jongere versie door River Phoenix. In de televisieserie speelde Corey Carrier hem als kind, Sean Patrick Flanery als jongere, en George Hall als bejaarde. Voor verdere informatie, zie het hoofdartikel Indiana Jones.

### Marion Ravenwood
Marion Ravenwood (Karen Allen) verschijnt zowel in Raiders of the Lost Ark als in Indiana Jones and the Kingdom of the Crystal Skull. Ze is de dochter van Abner Ravenwood, de vroegere mentor van Indiana Jones. Op jonge leeftijd, tot 1926, had zij een verhouding met Indiana, ondanks dat hij zo'n tien jaar ouder is. Uiteindelijk werd elk contact tussen hen verbroken en zijn Marion en Abner in Nepal gaan wonen.
In 1936 komt Jones naar Nepal, waar Marion intussen haar eigen kroeg blijkt te bezitten. Abner blijkt intussen overleden, en Marion is niet erg blij om Jones na al die jaren terug te zien. Als Marion echter wordt aangevallen door Toht en zijn handlangers, en haar kroeg in vlammen opgaat, besluit ze toch met Jones mee te gaan. In Egypte wordt ze door de nazi's ontvoerd en ondervraagd. Belloq is gecharmeerd van Marion en probeert haar tegen de nazi's te beschermen, maar deze sluiten haar alsnog met Jones op in de Put Der Zielen. Jones en Marion ontsnappen, maar op zee nemen de nazi's haar opnieuw gevangen. Uiteindelijk overleven alleen zij en Jones het openen van de Ark des Verbonds, die ze meenemen naar de Verenigde Staten. 
Hierna hervatten Jones en Marion hun relatie, maar een week voor de bruiloft knijpt Jones ertussenuit, zonder te weten dat Marion al in verwachting is. Na de geboorte van haar zoon Mutt trouwde Marion met Collin Williams, een RAF-piloot die omkwam in de Tweede Wereldoorlog. Jones' oude vriend Harold Oxley hielp sindsdien met de opvoeding.
In 1957 verdwijnt Oxley en gaat Marion hem zoeken, om op haar beurt door Sovjets ontvoerd te worden. Marion slaagt er nog in om Mutt opdracht te geven om Indiana Jones erbij te halen. Zodoende ontsnappen ze, en onthuld Marion dat Indy en Mutt vader en zoon zijn. Uiteindelijk bekennen ze elkaar opnieuw de liefde en trouwen ze.
Nadat Mutt in Vietnam gesneuveld is, lijkt het huwelijk van Indiana en Marion stuk te lopen. In 1969 wonen ze apart en is de procedure van echtscheiding ingezet, hoewel Indy zijn ring is blijven dragen. Als Jones zwaargewond is teruggekeerd van zijn laatste avontuur, herenigen hij en Marion in hun gedeelde smart.

### Marcus Brody
Marcus Bordy (Denholm Elliott) is de conservator van een archeologisch museum, en een goede vriend van Indiana Jones en zijn vader. In Raiders of the Lost Ark slaagt Marcus erin om een overeenkomst met agenten van de regering te maken: Indiana mag de Ark des Verbonds gaan zoeken zodat de nazi's deze niet te pakken krijgen, en de Ark zal in Marcus' museum komen. Dit laatste gebeurt echter niet: de Ark wordt opgeborgen in een geheime opslagplaats.
In de derde film, Indiana Jones and the Last Crusade keert Marcus terug en gaat hij met Indiana mee op zoek naar diens vader. Niet gewend aan dergelijk avontuur wordt Marcus in deze film meer een komisch personage, waarbij Indy zelfs opmerkt dat Marcus ooit verdwaald is in zijn eigen museum.
Na het overlijden van acteur Denholm Elliott blijkt Marcus in Indiana Jones and the Kingdom of the Crystal Skull ook overleden. Op het terrein van Marshall College staat een standbeeld van hem, en uit het opschrift blijkt dat Marcus er tijdens de Tweede Wereldoorlog werkzaam was als decaan. Na zijn dood is de functie als decaan overgenomen door ene Charles Stanforth (Jim Broadbent).

### Sallah
Sallah Mohammed Faisel el-Kahir (John Rhys-Davies) is een Egyptische graver en een goede vriend van Indiana Jones. In Raiders of the Lost Ark helpt hij Indiana bij het vinden van de Ark des Verbonds, en regelt hij een transport naar Engeland. In deze film blijkt hij een vrouw en negen kinderen te hebben. In Indiana Jones and the Last Crusade wacht hij Marcus Brody op in Iskenderun, maar kan niet verhinderen dat deze door zijn eigen onhandigheid in handen van de nazi's valt. Later helpt hij vader en zoon Jones om Marcus te bevrijden. In Indiana Jones and the Dial of Destiny blijkt dat Sallah in de Tweede Wereldoorlog dankzij Jones' hulp met zijn familie naar de Verenigde Staten is gemigreerd, waar hij anno 1969 als taxichauffeur werkt. Hij vertelt zijn kleinkinderen honderduit over alle avonturen die ze vroeger hebben beleefd. Jones slaat zijn hulp in de zoektocht naar het Mechanisme van Antikythera echter af.

### René Belloq
René Belloq (Paul Freeman) is een Franse archeoloog, de aartsvijand van Indiana Jones en de belangrijkste antagonist uit Raiders of the Lost Ark. Uit meerdere boeken en strips over Indiana Jones blijkt dat de twee elkaar al op jonge leeftijd leerden kennen. Oorspronkelijk zouden ze elkaar in het derde seizoen van The Young Indiana Jones Chronicles ontmoeten in 1920, maar dit seizoen ging niet door.
Belloq en Jones ontmoetten elkaar voor het eerst in Honduras in 1920, en begonnen hier samen te werken. Aan elke vorm van vriendschap kwam definitief een einde toen Belloq een essay van Jones plagieerde en er een prijs mee won. Sindsdien zijn de twee gezworen vijanden, en heeft Belloq een gewoonte te ontwikkelen om artefacten van Jones te stelen, zoals in de proloog van de film te zien is. Belloq helpt uiteindelijk de nazi's met hun opgravingen in Tanis, al omschrijft hij hen als een noodzakelijk kwaad: in feite hoopt hij de Ark des Verbonds te vinden omdat hij meent dat hij daardoor in contact met God kan komen. Daarnaast lijkt Belloq zich aangetrokken te voelen tot Marion Ravenwood, al blijkt zij niets van hem te willen weten. Uiteindelijk opent Belloq de Ark volgens een oud Hebreeuws ritueel, in priesterkledij. Het bekijken van de geopende Ark wordt hem fataal, en zijn hoofd explodeert.

### Arnold Toht
Majoor Arnold Toht (Ronald Lacey) is een Duitse agent. Hij verschijnt voor het eerst in Nepal, waar hij met zijn rechterhand en wat lokale mannen probeert om Marion Ravenwood te martelen voor haar medaillon. Indiana Jones grijpt in en er ontstaat een gevecht, waarbij Tohts handlangers omkomen, en er brand ontstaat. Als Toht het gloeiend hete medaillon probeert te grijpen brandt hij zijn hand. Aan de hand van de littekens maken de nazi's een kopie van de schijf, zonder te weten dat er ook tekens op de achterzijde stonden. In Egypte wil Toht Marion opnieuw ondervragen, maar het levert niets op. Als op het einde van de film de Ark des Verbonds geopend wordt, sterft Toht doordat zijn gezicht wegsmelt.
Omdat Jones tijdens zijn reis naar Nepal geschaduwd wordt door een man met een bril denken veel mensen dat dit Toht al is, maar dit is een ander personage, gespeeld door Dennis Murren. Regisseur Steven Spielberg had Toht in eerste instantie in gedachten als een cyborg, maar George Lucas vond dit te ongeloofwaardig. Ronald Lacey had in Indiana Jones and the Last Crusade een cameo als Heinrich Himmler.

### Herman Dietrich
Herman Dietrich is een kolonel van de Wehrmacht, en voert het bevel over de Duitse troepen die de opgraving bij Tanis bewaken. Dietrich is toegewijd aan zijn missie, en staat niet op goede voet met de meer romantisch aangelegde Belloq. Dietrich treedt op als ruw personage. Hij wordt bijgestaan door een ander lid van het leger genaamd Gobler. Als Belloq de Ark des Verbonds met een Joods ritueel wil openen, spreekt Dietrich hier met gemengde gevoelens over. Doordat hij de geopende Ark bekijkt, verschrompelt zijn hoofd.

## Geïntroduceerd inIndiana Jones and the Temple of Doom

### Willie Scott
Wilhelmina Scott (Kate Capshaw) is een ijdele Amerikaanse zangeres, werkzaam in Shanghai. Qua persoonlijkheid is ze de tegenpool van de sterke, zelfstandige Marion Ravenwood. Tegen haar zin wordt ze door Indiana Jones meegesleept in zijn avonturen, waarin ze bloot komt te staan aan allerlei gevaren en ontberingen, en zelfs bijna geofferd wordt door de Thuggee-sekte. Desondanks valt ze uiteindelijk toch voor de charmes van Jones. In Indiana Jones and the Kingdom of the Crystal Skull heeft hij een gesigneerde foto van haar op zijn bureau staan.

### Short Round
Wan Li, alias Short Round (Jonathan Ke Quang) is een Chinees jongetje, dat wees is sinds het bombardement door de Japanners in 1932. Toen Jones hem betrapte op het stelen van zijn portemonnee, nam hij Short Round onder zijn hoede en werden ze vrienden. Short Round blijkt zichzelf inderdaad goed te redden: hij kan (met blokken onder zijn voeten) al zelfstandig autorijden. Bovendien slaagt hij erin om te ontsnappen uit de mijnen van de Thuggee, en Indiana Jones uit zijn trance te halen.
Het is niet duidelijk wat er na deze film met Short Round is gebeurd.

### Mola Ram
Mola Ram (Amrish Puri) is de hogepriester van de Thuggee. Hij is van plan om de vijf Sankara Stenen weer in handen te krijgen, en daarmee de wereld te veroveren. De twee laatste stenen zijn in de grotten onder het paleis van Pankot verborgen, en Mola Ram laat de kinderen ontvoeren uit het nabijgelegen dorp waar de derde steen vandaan kwam. De kinderen worden gedwongen tot slavenarbeid. Mola Ram is een aanbidder van Kálii , aan wie hij mensen offert. Ook hersenspoelt hij mensen met een magische drank. Uiteindelijk gebruikt Indiana Jones de magie van de stenen tegen Mola Ram, zodat deze van grote hoogte in een rivier stort, en wordt opgegeten door krokodillen.

### Chattar Lal
Chattar Lal (Roshan Seth) is de Eerste Minister van Pankot, en een geheim lid van de Thuggee, die onder het paleis hun hoofdkwartier hebben. Lal is aanwezig in de tempel als de Thugs Willie proberen te offeren, en raakt daarbij in gevecht met Indiana Jones. In het gevecht loopt hij een zware verwonding op, maar wat er daarna met hem gebeurt is niet duidelijk.

### Zalim Singh
Maharadja Zalim Singh (Raj Singh) is de minderjarige heerser over Pankot. Ondanks zijn jonge leeftijd spreekt hij zijn spijt uit over het vroegere gebruik van zijn paleis door de Thuggee. Kort daarna wordt hij door Mola Ram gehersenspoeld, en martelt hij Indiana Jones met een voodoopop. Short Round doet hem uit zijn trance ontwaken, waarna de jonge Radja zijn lijfwachten en de plaatselijke Britse troepen waarschuwt.

## Geïntroduceerd inIndiana Jones and the Last Crusade

### Henry Jones, Sr.
Dr. Henry Walton Jones, Sr. is de vader van Indiana Jones. In de film werd hij gespeeld door Sean Connery, en in de televisieserie door Lloyd Owen.
Schots van geboorte is Jones Senior een hoogleraar in middeleeuwse literatuur. Vader en zoon Jones zijn in de loop der jaren sterk van elkaar vervreemd, mede door de obsessie van de vader voor het vinden van de Heilige Graal. De dood van Indy's moeder heeft die vervreemding alleen nog maar versterkt. Ook had Indy's vader liever gehad dat zijn zoon in Princeton was gaan studeren. De oude Jones spreekt zijn zoon consequent aan met Junior, tot grote ergernis Henry Jones Junior, die de bijnaam Indiana prefereert.
In 1938 komt vader Jones op het spoor van de Graal, maar wordt door nazi's ontvoerd. Indiana komt hem redden. Ze besluiten samen de zoektocht naar de Graal voort te zetten. Uiteindelijk vinden ze hem en kan Indy de Graal gebruiken om zijn neergeschoten vader te redden. Als de Graaltempel instort wordt Indiana op zijn beurt door zijn vader gered. Ondanks dat de Graal verloren gaat hebben zij elkaar weer gevonden.
Voor Indiana Jones and the Kingdom of the Crystal Skull sloeg Connery het aanbod van een cameo af. Uit dialoog in de film blijkt dat vader Jones tegen die tijd al is overleden.

### Walter Donovan
Walter Donovan (Julian Glover) is een Amerikaanse zakenman, die vader Jones inhuurde om de Graal te zoeken. Als vader Jones verdwijnt huurt hij Indiana om de zoektocht voort te zetten. Later blijkt echter dat Donovan lid is van de NSDAP en het brein is achter de zoektocht van de nazi's naar de Graal. Zijn meedogenloosheid blijkt als hij vader Jones in de Graaltempel neerschiet om Indiana te dwingen de Graal te gaan halen. Elsa Schneider, geschokt door zijn acties, laat hem uit een valse Graal drinken, waarop hij razendsnel veroudert en wegrot, totdat er alleen stof en botten van hem over zijn.

### Elsa Schneider
Dr. Elsa Schneider (Alison Doody) is een Oostenrijkse kunsthistorica, die in Venetië samenwerkt met vader Jones en later met Indiana, en hen beide verleidt. Het blijkt echter een valstrik te zijn: Elsa werkt ook voor de nazi's. Desondanks lijkt ze nog wel heimelijke gevoelens voor Indiana te hebben. Uiteindelijk laat ze Donovan uit een valse Graal drinken zodat hij sterft, maar slaat ze de waarschuwing van de Graalridder in de wind en probeert met de Graal de tempel te verlaten. Hierop begint de tempel in te storten. Indiana Jones probeert haar te redden, maar omdat ze eerst de Graal wil grijpen glijdt ze weg en stort in de afgrond.

### Vogel
Ernst Vogel (Michael Byrne) is een kolonel van de SS, die Donovan assisteert. Samen met Elsa Schneider lokt hij Indiana Jones in de val in Oostenrijk, maar later ontsnapt deze met zijn vader. Een poging om hen later in Berlijn opnieuw gevangen te nemen mislukt. Later is Vogel met een troep soldaten aanwezig in de Republiek Hatay en raken hij en Indiana Jones in gevecht op een rijdende tank. Uiteindelijk rijdt de onbestuurbaar geworden tank over de rand van een klif, zodat Vogel te pletter valt.

### Kazim
Kazim (Kevork Malikyan) is het hoofd van de Broederschap van het Kruisvormige Zwaard, een eeuwenoude organisatie die de geheimen van de Graal bewaakt. In Venetië valt hij Indiana Jones aan, maar hij laat hem met rust als hij ontdekt dat het Jones niet om de Graal maar om zijn vader te doen is. Later in Hatay vallen Kazim en de Broederschap het konvooi van de nazi's aan, maar worden in het vuurgevecht gedood.

## Geïntroduceerd inThe Young Indiana Jones Chronicles

### Anna Jones
Anna Jones (Ruth de Sosa) is de moeder van Indiana Jones. Zo moeizaam als de relatie van Indy met zijn vader is, zo goed is die met zijn moeder. Ze overlijdt echter op jonge leeftijd in 1912.

### Remy Baudouin
Remy Baudouin  (Ronny Coutteure) is een Belgische kok. Hij en Indiana Jones ontmoeten elkaar voor het eerst in 1916, als Remy werkt voor Pancho Villa, omdat zijn vrouw door de Mexicaanse overheid gedood was. Later sluiten hij en Indy zich aan bij het Belgische leger, als hij ziet hoe de Duitsers in de Eerste Wereldoorlog zijn vaderland bezet hebben. 

## Geïntroduceerd inIndiana Jones and the Kingdom of the Crystal Skull

### Mutt Williams
Henry Jones III alias Mutt Williams (Shia LaBeouf) is een jongen van ongeveer twintig jaar oud, die in 1957 plotseling contact maakt met Indiana Jones omdat deze hem kan helpen zijn verdwenen moeder te zoeken. Jones is niet gecharmeerd van deze opstandige nozem, die zijn school niet heeft afgemaakt, maar besluit toch te helpen als blijkt dat het te maken heeft met zijn verdwenen collega Harold Oxley. Pas als ze in Zuid-Amerika door Sovjettroepen gevangengenomen worden ontdekt Jones dat Mutts moeder Marion Ravenwood is. Marion onthuld dat Mutts ware naam Henry Jones III is, en dat Indiana zijn vader is. Mutt blijkt inderdaad eenzelfde soort avontuurlijke aanleg te hebben.
In Indiana Jones and the Dial of Destiny vertelt Jones dat Mutt vrijwillig dienst had genomen om in Vietnam te vechten - met opzet omdat Jones hierop tegen was - en daar is gesneuveld.

### Harold Oxley
Harold Oxley (John Hurt) is een Engelse collega van Indiana Jones. Samen studeerden ze onder Abner Ravenwood, en Oxley, bijgenaamd Ox, is een goede vriend van Marion Ravenwood en een soort tweede vader voor Mutt. Ox is geobsedeerd door het zoeken naar kristallen schedels. De vondst van een zeer bijzondere kristallen schedel heeft hem de locatie doen ontdekken van El Dorado, maar heeft hem mentaal ook erg in verwarring gebracht. Desondanks is Ox de enige die de weg naar de oude stad kent, en is hij dus cruciaal voor beide partijen.

### Irina Spalko
Kolonel Dr. Irina Spalko (Cate Blanchett) is een Sovjet-agente van Oekraïense komaf. Spalko beschikt over psychische vaardigheden en werd daarom in opdracht van Jozef Stalin opgeleid. Ze is van plan om Stalins droom van psychische oorlogvoering te verwezenlijken met de vondst van de kristallen schedel van Akator. Als de schedel is teruggebracht in Akator, en het transdimensionale wezen hierop een geschenk wil aanbieden, vraagt Spalko het wezen om haar alles te vertellen wat het weet. Haar kennishonger wordt haar ondergang, want ze krijgt meer kennis toegediend dan een menselijk brein aankan, waarop haar ogen ontbranden en haar lichaam desintegreert.

### Mac
George McHale, bijgenaamd Mac (Ray Winstone), is een oude Britse vriend van Indiana Jones. Tijdens de Tweede Wereldoorlog waren ze samen dubbelagenten in Berlijn. Mac blijkt in het begin van de film een verrader, die, vanwege zijn gokschulden, is overgelopen naar de Sovjet-Unie. Later, in Zuid-Amerika, probeert Jones hem aan te vallen, maar vertelt Mac hem dat hij voor de CIA werkt, en dat Jones dankzij hem zo snel door de FBI werd vrijgelaten na het eerdere incident. Jones gelooft zijn oude vriend, die kort daarvoor inderdaad een stiekeme toespeling maakte op hun tijd als dubbelagenten. Mac blijkt echter geen dubbelagent te zijn, daar hij onderweg een spoor van zendertjes heeft achtergelaten voor de Russen. Als de transdimensionale wezens van Akator zich klaar maken om te vertrekken probeert Mac zijn zakken nog snel te vullen met gouden voorwerpen. Hierdoor wordt hij te zwaar en kan Jones hem niet redden als hij in het portaal van de aliens gezogen wordt. Mac zegt dat het wel goed zal komen en laat de zweep van Jones los. Wat er na de teleportatie met hem gebeurt is niet bekend.

### Antonin Dovchenko
Antonin Dovchenko (Igor Jijikine) is een Russische kolonel en Spalko's rechterhand. Groot en sterk komt het al vroeg in de film tot een gevecht tussen hem en Jones, maar Jones ontsnapt. In de Braziliaanse jungle komt het opnieuw tot een gevecht tussen hen. Dit vindt plaats tussen mierennesten van Siafu, grote mieren. Omdat Oxley al eerder langs de mieren is gekomen weet hij dat de kristallen schedel de kracht heeft om een soort schild te maken waardoor de mieren gedwongen zijn eromheen te trekken. Dovchenko wordt verslagen door Indy, waardoor hij in de mieren valt. Die grijpen hem en sleuren hem mee een nest in. Dovchenko's voeten zijn het laatste wat er van hem te zien is in de film, als hij verdwijnt in de hoop.

## Geïntroduceerd inIndiana Jones and the Dial of Destiny

### Helena Shaw
Helena Shaw (Phoebe Waller-Bridge) is een petekind van Jones en de dochter van zijn oude vriend Basil Shaw. Helena blijkt, net als Jones, een zucht voor avontuur te hebben ontwikkeld, al is haar ethiek aanvankelijk wat meer dubieus dan die van de inmiddels 70-jarige Jones. Doordat Helena, zich voortdoend als studente, Jones opzoekt in New York in 1969 in de hoop zijn helft van het Mechanisme van Antikythera in handen te krijgen, komt de hele plot op gang. Jones spoort haar op in Marokko, waar ze aanvankelijk het artefact probeert te verkopen, tot Jones haar overhaalt om samen de andere helft te zoeken zodat Jürgen Voller deze niet in handen krijgt. Op het einde van de film zorgt Helena ervoor dat Jones weer thuiskomt en met Marion herenigd wordt.

### Dr. Jürgen Voller
Jürgen Voller (Mads Mikkelsen) wordt geïntroduceerd als een Nazi-wetenschapper die Jones en Basil Shaw tegen het lijf lopen in 1944, als hij een helft van het Mechanisme van Antikythera in handen blijkt te hebben. Een kwarteeuw later is Voller, onder de naam Schmidt, werkzaam voor de Amerikaanse regering, waarbij hij betrokken is in het Apolloprogramma. Als Helena Shaw Jones de Antikythera probeert te ontfutselen, krijgen zij en Jones de CIA en Voller achter zich aan. Voller en zijn handlangers blijken de CIA echter niet gunstig gezind en vermoorden de agenten die hen begeleiden in de loop van de film. Voller hoopt namelijk met behulp van het mechanisme terug te kunnen naar het begin van de Tweede Wereldoorlog om Hitler te vermoorden en zo al zijn fouten ongedaan te maken. Voller vergeet echter rekening te houden met de continentverschuiving, zodat hij niet in 1939 maar in 214 v. Chr. terechtkomt en met zijn vliegtuig neerstort in het beleg van Syracuse (214-212 v.Chr.).

### Basil Shaw
Basil Shaw (Toby Jones) is een Britse archeoloog die in 1944 met Indiana Jones samenwerkt om historische artefacten uit Nazi-handen te redden. Hierbij hebben ze het op de Heilige Lans gemunt, maar dit blijkt een vervalsing te zijn. In plaats daarvan krijgt Shaw tijdens het avontuur een helft van het Mechanisme van Antikythera in handen, waar hij later mee geobsedeerd raakt, zodat Jones in 1951 naar Engeland afreist om hem het artefact af te nemen. In 1969 vertelt Basils dochter Helena dat Basil intussen is overleden.

### Klaber
Klaber (Boyd Holbrook) is een Amerikaanse Neonazi en Vollers rechterhand in 1969. Klaber assisteert aanvankelijk Voller en de CIA, maar blijkt hier veel meer schietgraag dan de bedoeling van de CIA is. Op het einde van de film dossen Voller, Klaber en hun handlangers zich in SS-uniformen om met de Antikythera naar 1939 af te reizen. Ze belanden echter per ongeluk in 214 v. Chr. waar ze met hun vliegtuig te pletter slaan.

### Teddy Kumar
Teddy Kumar (Ethann Isidore) is een Marokkaanse tiener die de pupil is van Helena, zoals Short Round dit was voor Indy.